# Violetas populares
Violetas populares (in spagnolo: Violette popolari) è una celebre canzone con il testo del poeta Mario Trejo e musica dell'argentino Astor Piazzolla  e pubblicata per la prima volta nel 1974 con l'interpretazione di Amelita Baltar nel 45 giri Pequeña canción para Matilde/Violetas populares. Il brano è dedicato alla poetessa e cantautrice Cilena Violeta Parra.